# Zygaena transalpina
Zygaena transalpina – gatunek motyla z rodziny kraśnikowatych.
Motyl ten osiąga od 31 do 38 mm rozpiętości skrzydeł.

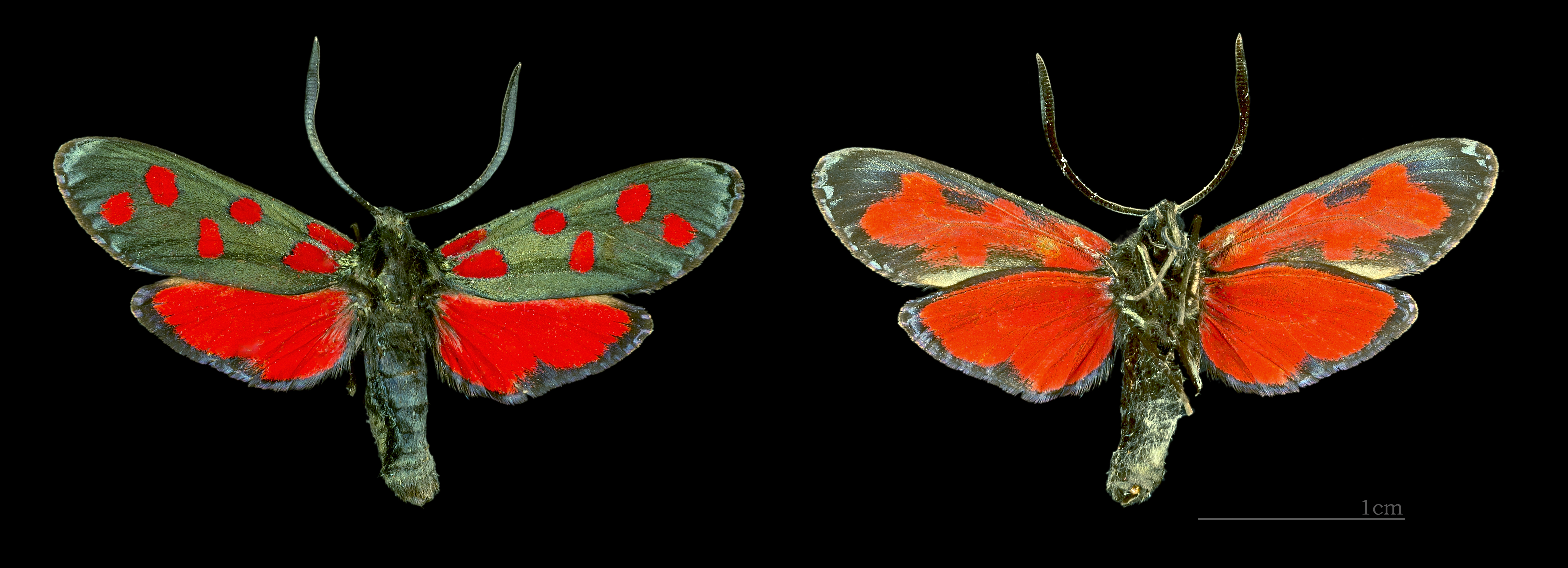
Widok z wierzchu i od spodu
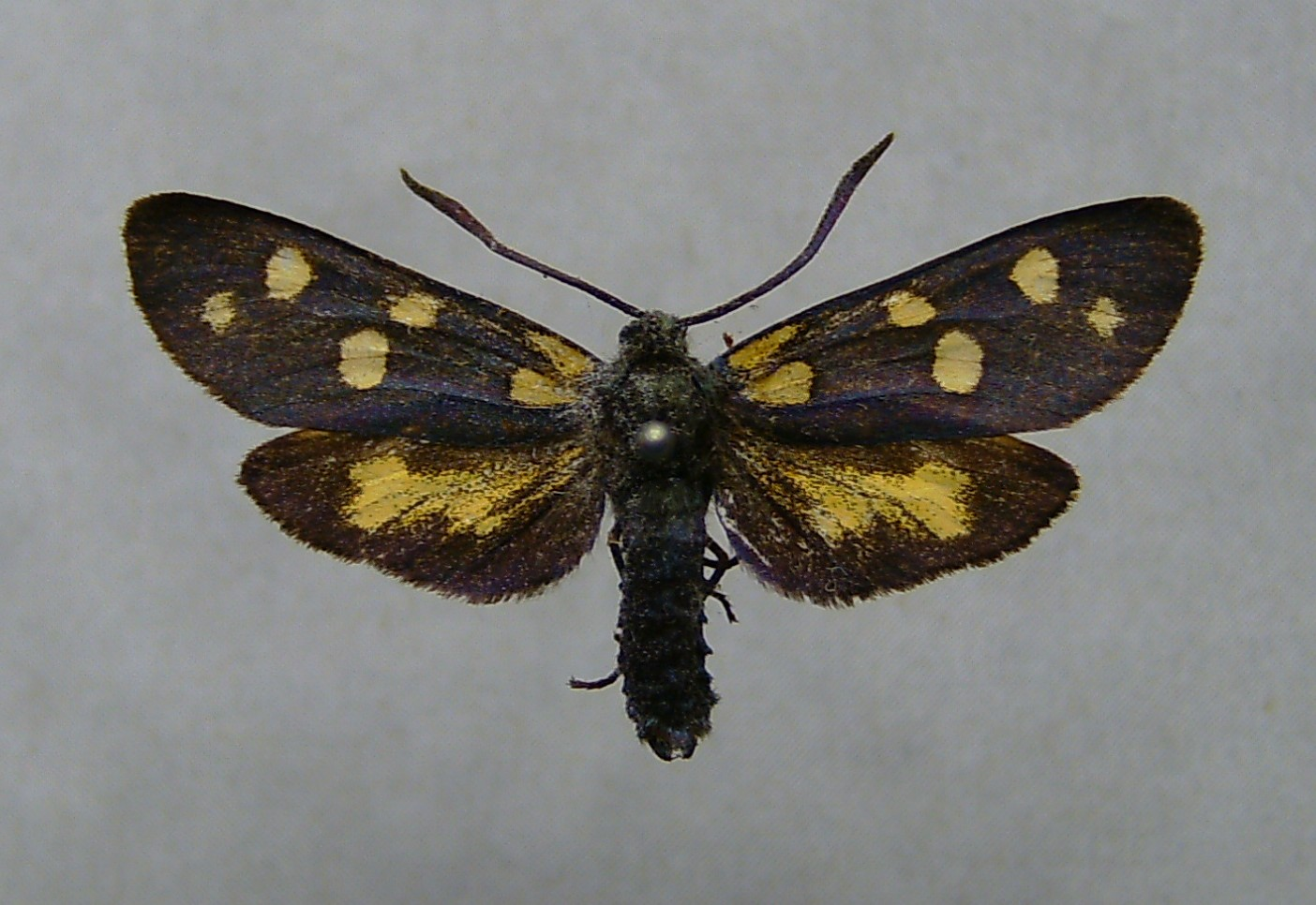
Forma żółta

Gąsienice żerują na tragankach, cieciorkach, koniklecach i komonicach. Spotyka się je od sierpnia do czerwca następnego roku. Owady dorosłe latają w czerwcu, lipcu i sierpniu.
Owad europejski, znany z Hiszpanii, Andory, Francji, Belgii, Luksemburgu, Niemiec, Szwajcarii, Austrii, Włoch, Słowenii i Chorwacji. Niepewne dane pochodzą z Bośni i Hercegowiny.

## Taksonomia
Gatunek ten opisany został w 1780 roku przez Eugena J.C. Espera jako Sphinx transalpina. W obrębie podrodzaju Zygaena tworzy grupę gatunkową wraz ze spokrewnionymi: kraśnikiem dzięgielowcem, Zygaena dorycnii i kraśnikiem goryszowcem.
Wyróżnia się w jego obrębie następujące podgatunki:

- Zygaena transalpina alpina Boisduval, 1834
- Zygaena transalpina altitudinaria Turati, 1910
- Zygaena transalpina annae Aistleitner, 1979
- Zygaena transalpina astragali (Borkhausen, 1793)
- Zygaena transalpina bavarica  Burgeff, 1922
- Zygaena transalpina centralis  Oberthur, 1907
- Zygaena transalpina centricataloniae  Burgeff, 1926
- Zygaena transalpina centripyrenaea  Burgeff, 1926
- Zygaena transalpina collina  Burgeff, 1926
- Zygaena transalpina curtisi  Tremewan, 1961
- Zygaena transalpina dufayi  Dujardin, 1965
- Zygaena transalpina emendata  Verity, 1916
- Zygaena transalpina gulsensis  Daniel, 1954
- Zygaena transalpina helvetica  Bethune-Baker et Rothschild, 1921
- Zygaena transalpina hilfi  Reiss, 1922
- Zygaena transalpina hippocrepidis  Hübner, 1799
- Zygaena transalpina intermedia  Rocci, 1914
- Zygaena transalpina jugi  Burgeff, 1926
- Zygaena transalpina latina  Verity, 1920
- Zygaena transalpina maritima  Oberthur, 1898
- Zygaena transalpina marujae  Tremewan et Manley, 1965
- Zygaena transalpina miltosa  Candeze, 1883
- Zygaena transalpina philippsi  Romei, 1927
- Zygaena transalpina provincialis  Oberthur, 1907
- Zygaena transalpina pseudoalpina  Turati, 1910
- Zygaena transalpina rupicola  Rocci, 1936
- Zygaena transalpina segusterica Dujardin, 1965
- Zygaena transalpina sorrentinaeformis  Rocci, 1938
- Zygaena transalpina splugena  Burgeff, 1926
- Zygaena transalpina subalticola  Rocci, 1918
- Zygaena transalpina tenuissima  Burgeff, 1914
- Zygaena transalpina tilaventa  Holik, 1935
- Zygaena transalpina xanthographa  Germar, 1836